# Sky News
Sky News è un canale all-news britannico edito dal gruppo Sky.
Nato nel 1989 come canale televisivo all-news, nel tempo si è evoluto in servizio multipiattaforma con un sito web, tramite radio e sui dispositivi mobili. Il canale è inoltre presente su Apple TV, Roku e YouTube.
Dal 2006 è diretta da John Ryley.

## Storia
Sky News è stato il primo canale interamente dedicato all'informazione a trasmettere nel Regno Unito e in Irlanda ed è concorrente diretto di BBC News, mentre in Europa compete con diversi canali all-news nazionali oltre alle grandi testate internazionali CNN, BBC World News e Euronews.
Oltre alla versione britannica, Sky News è presente in Australia e Nuova Zelanda con le rispettive versioni locali (Sky News Australia e Sky News New Zealand) e in tutto il mondo con la versione internazionale (Sky News International), visibile in Italia sulla piattaforma Sky al canale 522.
Situato nel quartier generale Sky di Londra, Sky News ha iniziato le proprie trasmissioni il 5 febbraio 1989 insieme ad altri tre canali trasmessi dall'operatore satellitare Sky plc. Nel Regno Unito fornisce inoltre un servizio di radiogiornale a moltissime radio commerciali, sia locali che nazionali.
Oltre a sette uffici di corrispondenza nel Regno Unito e altri sparsi per il mondo, il canale si appoggia anche ai partner del gruppo News Corp come ad esempio Fox News negli Stati Uniti e Sky TG24 in Italia.
Sky News è conosciuta per il suo tratto innovativo e vince regolarmente premi per questo oltre che per le proprie trasmissioni in generale.
Dal 6 maggio 2010 il canale trasmette anche in alta definizione.
Sky News è stata al centro di un tentativo da parte di News Corporation di acquisire il restante 60% di BSkyB ancora non posseduto dal gruppo di Murdoch. Per procedere all'acquisizione del 100% di BSkyB, a News Corp è stato richiesto dal Governo di Sua Maestà e dall'ente regolatore del mercato radio-televisivo (Ofcom) di scorporare Sky News dal resto di Sky TV e di sottrarlo all'offerta di acquisizione, in modo tale che Sky News rimanga indipendente dal controllo di News Corp e di fatto gestito autonomamente da un consiglio di amministrazione non nominato dalla holding americana.
Nell’ambito della Pandemia di COVID-19 del 2020 in Italia una troupe guidata dal Capo Corrispondente Stuart Ramsay e dal produttore Simone Baglivo ha realizzato il più importante approfondimento giornalistico sull’emergenza, trasmettendo per primi globalmente 5 reportage, 1 special report e 1 documentario, acclamati dalla critica. 

## Sky News HD
Sky ha lanciato nel Regno Unito la versione in alta definizione il 6 maggio 2010 in coincidenza con i risultati delle elezioni generali del 2010. Durante il periodo di implementazione del lancio sono stati effettuate diverse modifiche allo studio e alle altre sedi di corrispondenza nel Regno Unito e nel mondo per poter trasmettere in HD.
Il canale Sky News HD ha iniziato le sue trasmissioni il 22 aprile 2010 in occasione del dibattito dei candidati alle elezioni generali del 2010. Al termine del dibattito un countdown ha ufficialmente lanciato l'attesa per la partenza ufficiale, le cui trasmissioni 24 ore su 24 sono iniziate alle 21 del 6 maggio 2010 con l'inizio della trasmissione sui risultati elettorali che è proseguita ininterrotta per i successivi 5 giorni fino all'ingresso del nuovo Primo Ministro David Cameron a Downing Street.
Il canale trasmette in simulcast con Sky News con alcune differenze grafiche rispetto al canale in definizione standard.

## Loghi

2015-2018
2018-2021
2021-presente